# Ria

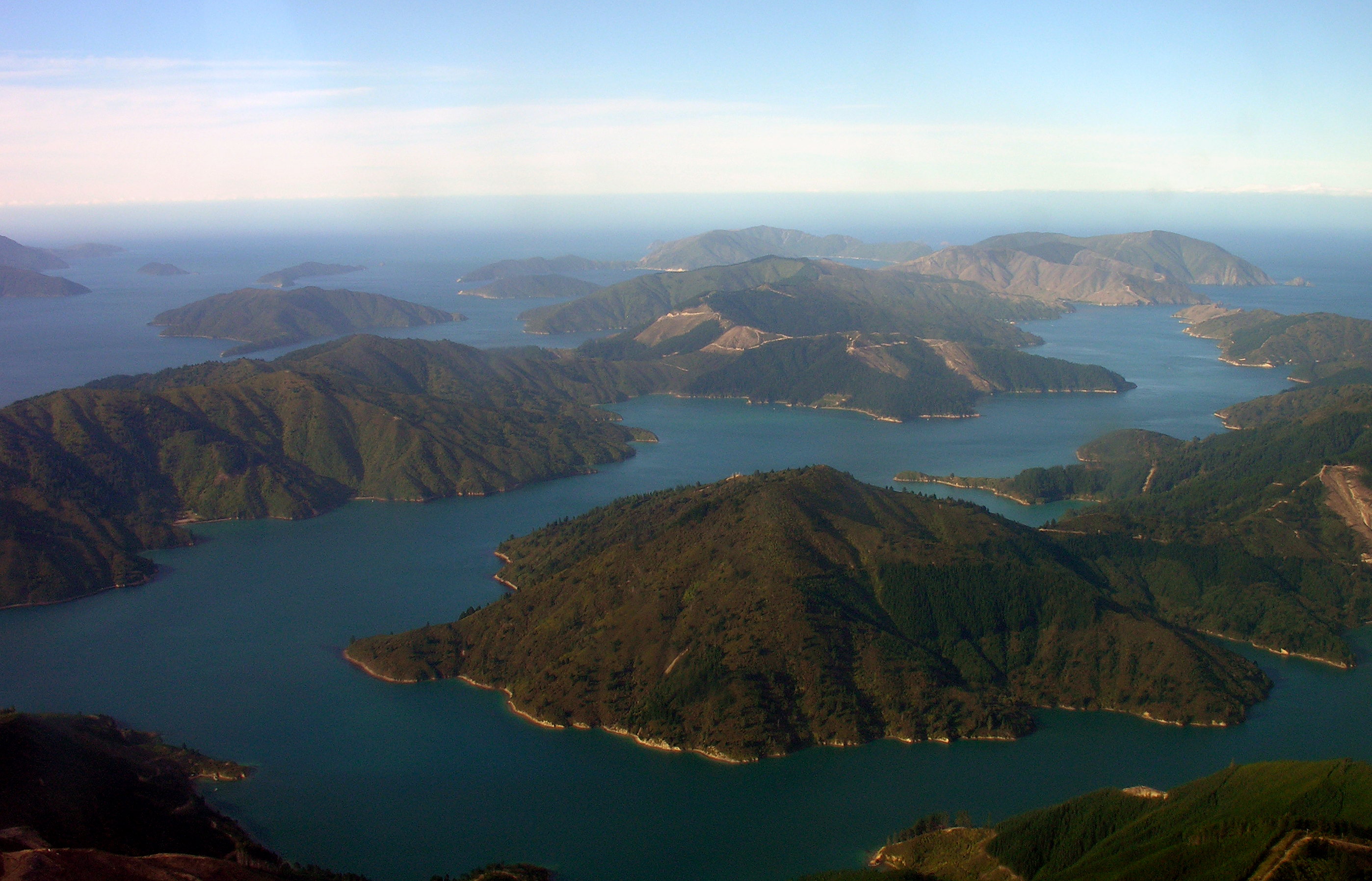
Enseadas de Marlborough, Nova Zelândia, uma forma de ria.

Ria é um acidente geomorfológico que se apresenta como um vale fluvial no entorno da foz de um rio, em que um vale costeiro permanece submerso sob as águas. Outra acepção é a que descreve tal acidente geográfico como uma costa muito recortada e onde o mar é pouco profundo. Em termos gerais é um braço de mar que adentra na costa e que está sujeito à ação das marés. Tal acepção é corroborada pela Encyclopedia of Coastal Science, que afirma:
Não há distinção clara entre ria e estuário: muitas rias são estuarinas, no sentido de que rios desaguam e aportam água doce, a qual se mistura à água salgada do mar que entra e sai com o movimento das marés.
As rias são especialmente frequentes no litoral da Galiza (noroeste da Península Ibérica), razão pela qual esta palavra é típica do galego e do asturiano. Na publicação Vocabulário Português & Latino, de 1720, há a seguinte citação histórica sobre tal palavra:
Ria (...) o mesmo que boca ou entrada de rio grande no mar. Usamos esta palavra designadamente quando falamos nas rias da Galiza.
O litoral atlântico espanhol, com suas rias recortadas e cheias de escarpas e praias, converteu-se numa das marcas turísticas espanholas mais conhecidas do mundo, que incluem as ilhas Cíes, cidades como Vigo e a Corunha, bem como a Ponte de Rande.
Também a Guiné-Bissau se destaca por suas rias, a que a população comumente chama rios, como explica Amílcar Cabral:
Na Guiné, terra cortada por braços de mar, a que nós chamamos rios, mas que no fundo não
são rios: Farim só é rio para lá de Candjambari; o Geba só é rio de Bambadinca para cima, e por
vezes mesmo para lá de Bambadinca há água salgada; Mansoa só é rio depois de Mansoa para
cima, já a caminho de Sara, perto de Caroalo; Buba, esse não é rio de lado nenhum, porque, até
chegarmos a terra seca, é só água salgada; Cumbidjâ, Tombali, são todos braços de mar, a não
ser na parte superior com um bocadinho de água doce na época das chuvas, sobretudo o rio de
Bedanda que vem a Baiana buscar água doce. O único rio de facto, a sério, na nossa terra é o
Corubal

## Rias ibéricas

Mapa com a localização das Rias Altas galegas

### Portugal
- Ria de Aveiro
- Ria de Alvor
- Ria Formosa

### Galiza
Rias Baixas (litoral meridional)
- Ria de Vigo
- Ria de Pontevedra
- Ria de Arousa
- Ria de Muros e Noia
- Ria de Corcubión

Rias Altas (litoral setentrional)
- Ria da Corunha
- Ria de Cedeira
- Ria de Corme e Laxe
- Ria de Foz
- Ria de Ortigueira
- Ria de Ribadeo
- Ria de Viveiro
- Ria de Betanzos
- Ria de Pontedeume
- Ria de Camarinhas
- Ria de Ferrol
- Ria do Barqueiro

### Astúrias
- Ria de Aviles
- Ria de Ribadeo
- Ria de Navia
- Ria de Villaviciosa
- Ria de Ribadesella
- Ria de Tina mayor